# Камискалинський сільський округ (Ісатайський район)
Камиска́линський сільський округ (каз. Қамысқала ауылдық округі, рос. Камыскалинский сельский округ) — адміністративна одиниця у складі Ісатайського району Атирауської області Казахстану. Адміністративний центр — село Хаміта Єргалієва.
Населення — 3897 осіб (2021; 3895 у 2009, 3889 у 1999, 3415 у 1989).
Станом на 1989 рік існувала Новобагатинська сільська рада (села Аккутур, Жаскайрат, Новобагат).

## Склад
До складу округу входять такі населені пункти:
| Населений пункт        | Колишні назви | Населення, осіб (1989) | Населення, осіб (1999) | Населення, осіб (2009) | Населення, осіб (2021) |
| ---------------------- | ------------- | ---------------------- | ---------------------- | ---------------------- | ---------------------- |
| Аккутур, село          | -             | 252                    | -                      | -                      | -                      |
| Аукайран, село         | -             | -                      | 255                    | 140                    | 46                     |
| Жаскайрат, село        | -             | 291                    | 287                    | 304                    | 132                    |
| Хаміта Єргалієва, село | Новобагат     | 2872                   | 3347                   | 3451                   | 3719                   |